# 1788
Năm 1788 (MDCCLXXXVIII) là một năm nhuận bắt đầu vào thứ ba theo lịch Gregory (hoặc năm nhuận bắt đầu vào thứ bảy
 theo lịch Julius chậm hơn 11 ngày).

## Sự kiện

### Tháng 2
- Ngày 10: Phúc Khang An bình loạn Đài Loan bắt Lâm Sảng Văn.

### Tháng 4
- Lê Chiêu Thống bỏ Thăng Long lưu vong.
- Nguyễn Huệ dựng hoàng thân Lê Duy Cận làm giám quốc, Ngô Văn Sở trấn thủ Thăng Long.

### Tháng 5
- 30 tháng 5: Luật chơi cricket đầu tiên của MCC ra đời.
- Mẹ Lê Duy Khiêm và các bề tôi chạy sang Long Châu cầu viện Mãn Thanh sang giúp đánh Tây Sơn.

### Tháng 6
- Nguyễn Huệ đem quân ra bắt giết tướng Vũ Văn Nhậm.

### Tháng 9
- 7 tháng 9: Nguyễn Ánh tái chiếm Gia Định, đánh bại tướng Tây Sơn Phạm Văn Tham.
- Lê Chiêu Thống sang Trung Quốc cầu viện Mãn Thanh.

### Tháng 10
- Quân Thanh do Tôn Sĩ Nghị chỉ huy dẫn Lê Chiêu Thống đánh chiếm Thăng Long.
- Quân Tây Sơn rút lui lập phòng tuyến tại Tam Điệp.

### Tháng 11
- 22 tháng 11: Càn Long phong Lê Chiêu Thống làm An Nam Quốc Vương

### Tháng 12
- 22 tháng 12: Nguyễn Huệ lên ngôi hoàng đế niên hiệu Quang Trung và ra lệnh xuất quân bắc tiến.